# دار مولد النبي محمد
دار مولد النبي محمد صلي الله عليه وسلم هي الدار التي ولد فيها النبي محمد، تقع الدار في شعب بني هاشم. في الوقت الحاضر بُني مكان الدار مكتبة مكة المكرمة.

## البناء
دار مولد النبي تتكون من عدة كتل معمارية مستطيلة الشكل على شكل حرف (L) تكتنف بناء مستطيلاً تتوسط سطحه قبة كبيرة٬ ويصعد إليها عن طريقين٬ أحدهما سلم صاعد يتكون من عشر درجات٬ والآخر باب معقود يفضي إلى الفناء.

## التاريخ
هي دار يرجح أنها آلت إلى عبد الله بن عبد المطلب، والد الرسول محمد وبها ولد٬ تقع الدار في شعب بني هاشم٬ الواقع شرق الساحة الشرقية للمسجد الحرام٬ يحدها من الشمال والجنوب والغرب الساحة الواقعة خلف الساحة الشرقية٬ ومن الشرق شارع الغزة. آلت بعد الهجرة إلى عقيل بن أبي طالب٬ ثم باعها ابنه لمحمد بن يوسف أخي الحجاج بن يوسف الثقفي٬ فأدخلها في داره المسماة البيضاء. وفي العصر العباسي قامت الخيزران أم الخليفتين العباسيين موسى وهارون أثناء حجها عام 171 هـ الموافق 787م بشرائها من ورثة محمد بن يوسف وجعلتها مسجدًا يصلى فيه٬ وأخرجته من دار محمد بن يوسف٬ وجعلته مطلاً على الزقاق الذي عرف باسم زقاق المولد.
أولى ولاة أمر المسلمين الدار جل عنايتهم واهتمامهم بترميمهإواعادة عمارتها كما حدث في عهد الخليفة العباسي الناصر لدين الله عام 576 هـ الموافق 1180م٬ والملك المظفر يوسف الرسولي صاحب اليمن عام 666 هـ الموافق 1268م٬ ثم حفيده السلطان المجاهد عام 740 هـ الموافق 1339م٬ ثم الأمير شيخون المملوكي٬ ثم يلبغا الخاسكي عـام 766 هـ الموافق 1365م٬ ثم الملك الظاهر برقوق عام 802 هـ الموافق 1400م. أما في الحكم العثماني فقد أعاد السلطان سليمان القانوني بناءها عام 935 هـ الموافق 1529م٬ ثم جدد عمارتها السلطان محمد خان بن مراد خان عام 1009 هـ الموافق 1600م٬ كما يتضح في رسم يدوي عمله الرحالة شورشوار سليدي (بالإنجليزية: Churchwar Sledly) عام 1327 هـ الموافق 1909م الذي اختار لنفسه اسم محمود مبارك.

## الآن
قام الملك عبدالعزيز بن عبدالرحمن آل سعود بتوظيف الدار بإعادة بنائها وتحويلها إلى مكتبة سميت مكتبة مكة المكرمة وذلك في عام 1370 هـ الموافق 1951م٬ وأصبحت في عهده تتكون من دورين٬ ولاتزال هذه الدار قائمة في موضعها مؤدية لدورها بوصفها مكتبة حتى الآن.

## وصلات خارجية
- صورة مكتبة مكة المكرمة التي بُنيت مكان الدار